# León Viejo
León Viejo (Gamle León) er en ruinby fra af en af spaniernes først bosættelser i Amerika,og området har siden år 2000 været på UNESCOs verdensarvsliste. Byen blev grundlagt i 1524 af Francisco Hernández de Córdoba.
Ruinerne ligger i Departementet León i Nicaragua, cirka 40 kilometer udenfor byen León, ved foden af vulkanen Momotombo. I 1609 blev León Viejo udsat for jordrystelser og året efter for et vulkanudbrud. 